# Paraceresa bifasciata
Paraceresa bifasciata är en insektsart som beskrevs av Leon Fairmaire. Paraceresa bifasciata ingår i släktet Paraceresa och familjen hornstritar. Inga underarter finns listade i Catalogue of Life.